# Shaoyang
|  | Shaoyang er også et amt i præfekturet |
Shaoyang (kinesisk skrift: 邵阳; pinyin: Shàoyáng) er en kinesisk by på præfekturniveau i provinsen Hunan i det sydlige Kina. Præfekturet har et areal på 20,829 km²
og en befolkning på 7.590.000 mennesker (2007).
Byen er sæde for Shaoyang-universitetet.
Blandt kendte borgere var historikeren og diplomaten Tsiang Tingfu, og den lærde mandarin Wei Yuan fra den sidste del af Qing-dynastiets tid.

## Administrative enheder
Shaoyang består af tre bydistrikter, et byamt, syv amter og et autonomt amt:
- Bydistriktet Shuangqing (双清区), 137 km², 250.000 indbyggere, sæde for lokalregeringen;
- Bydistriktet Daxiang (大祥区), 215 km², 300.000 indbyggere;
- Bydistriktet Beita (北塔区), 84 km², 80.000 indbyggere;
- Byamtet Wugang (武冈市), 1.532 km², 740.000 indbyggere;
- Amtet Shaodong (邵东县), 1.776 km², 1,18 millioner indbyggere;
- Amtet Shaoyang (邵阳县), 1.997 km², 930.000 indbyggere;
- Amtet Xinshao (新邵县), 1.763 km², 730.000 indbyggere;
- Amtet Longhui (隆回县), 2.871 km², 1.08 millioner indbyggere;
- Amtet Dongkou (洞口县), 2.184 km², 780.000 indbyggere;
- Amtet Suining (绥宁县), 2.899 km², 340.000 indbyggere;
- Amtet Xinning (新宁县), 2.751 km², 580.000 indbyggere;
- Det autonome amt Chengbu for miaofolket (城步苗族自治县), 2.620 km², 250.000 indbyggere.

## Trafik
Kinas rigsvej 207 går gennem præfekturet, både gennem selve byen Shaoyang (bydistrikterne) og gennem amterne Shaoyang og Xinshao. Den begynder i Xilinhot i Indre Mongoliet nær grænsen til Mongoliet, løber mod syd og ender i Hai'an, en by som ligger i amtet Xuwen på den sydlige del af Leizhouhalvøen i provinsen Guangdong.
Kinas rigsvej 320 går gennem området. Den begynder i Shanghai og og går mod sydvest til grænsen mellem provinsen Yunnan og Burma. Undervejs passerer den blandt andet Hangzhou, Nanchang, Guiyang, Kunming og Dali.
27°15′N 111°28′Ø / 27.250°N 111.467°Ø